# I Feel It Coming
"I Feel It Coming" é uma canção do cantor canadense The Weeknd, contida em seu terceiro álbum de estúdio Starboy (2016). Conta com a participação da dupla francesa eletrônica Daft Punk, e foi composta pelo trio juntamente com Doc McKinney, Cirkut e Eric Chedeville, sendo produzida por Daft Punk e co-produzida por The Weeknd, McKinney e Cirkut. A sua gravação ocorreu em 2016 nos Gang Studios em Paris e nos Conway Recording Studios e Henson Recording Studios, em Los Angeles, Califórnia. Originalmente disponibilizada de forma promocional em 18 de novembro de 2016, juntamente com "Party Monster", a faixa foi enviada para rádios mainstream britânicas seis dias depois, e  foi lançada em estações rhythmic estadunidenses em 6 do mês seguinte, através das gravadoras XO e Republic, servindo como o segundo single do disco.

## Crítica profissional
Avaliando o álbum Starboy para a Rolling Stone, Mosi Reeves elogiou a faixa, dizendo que ela é uma "joia de disco music, o estilo de Ibiza (...) é surpreendentemente ensolarada e refrescante". Escrevendo para a Pitchfork, Mehan Jayasuriya disse que "as duas colaborações com Daft Punk são satisfatórias, embora dificilmente inovadoras", descrevendo "I Feel It Coming" como "uma versão mais lenta de 'Get Lucky'". Christopher Hooten, do The Independent, prezou a canção e disse que "a faixa, com participação de Daft Punk, inicialmente parece com Michael Jackson e Toto juntos em um diagrama de Venn, mas, crucialmente, [é] centrada por uma linha de teclado melancólica na mistura do refrão. [Esta] poderia tornar-se definitivamente uma música icônica".

## Faixas e formatos
| Download digital |                                    |         |  |
| N.º              | Título                             | Duração |  |
| 1.               | "I Feel It Coming" (com Daft Punk) | 4:29    |  |

## Créditos
Todo o processo de elaboração de "I Feel It Coming" atribui os seguintes créditos:
Gravação e publicação
- Gravada em 2016 nos Gang Studios (Paris), Conway Recording Studios (Los Angeles, Califórnia) e Henson Recording Studios (Los Angeles, Califórnia)
- Mixada nos MixStar Studios (Virginia Beach, Virginia)
- Masterizada nos Sterling Sound (Nova Iorque)
- Publicada pelas empresas Songs Music Publishing, LLC em nome da Songs of SMP (ASCAP), Daft Music (BMI) e Mykai Music (ASCAP) — administradas pela Kobalt Music Group LTD, Cirkut Breaker LLC/Prescription Songs (ASCAP), Eric Chedeville (SACEM)

Produção
| - The Weeknd: composição, co-produção, vocalista principal - Daft Punk: composição, produção, vocalistas participantes - Doc McKinney: composição, co-produção, engenharia - Cirkut: composição, co-produção, engenharia - Eric Chedeville: composição - JR Robinson: bateria - Paul Jackson Jr: guitarra - Nathan East: baixo | - Dylan Wiggins: baixo adicional - Florian Lagatta: engenharia - Josh Smith: engenharia - Serban Ghenea: mixagem - John Hanes: engenharia de mixagem - Tom Coyne: masterização - Aya Merrill: masterização |

## Desempenho nas tabelas musicais
| Tabela musical (2016)                                  | Melhor posição |
| ------------------------------------------------------ | -------------- |
| Alemanha (Media Control Charts)                        | 29             |
| Argentina (Monitor Latino)                             | 2              |
| Austrália (ARIA Charts)                                | 7              |
| Áustria (Ö3 Austria Top 40)                            | 23             |
| Bélgica (Ultratop 50 de Flandres)                      | 3              |
| Bélgica (Ultratop Urban de Flandres)                   | 1              |
| Bélgica (Ultratop 40 da Valônia)                       | 3              |
| Bélgica (Ultratop Urban da Valônia)                    | 1              |
| Brasil (Brasil Hot 100 Airplay)                        | 73             |
| Brasil (Brasil Hot Pop & Popular)                      | 12             |
| Canadá (Canadian Hot 100)                              | 10             |
| Colômbia (National Report)                             | 2              |
| Coreia do Sul (Gaon Music Chart)                       | 31             |
| Dinamarca (Tracklisten)                                | 6              |
| Escócia (The Official Charts Company)                  | 17             |
| Eslováquia (IFPI Slovenská Republika)                  | 5              |
| Espanha (Productores de Música de España)              | 12             |
| Estados Unidos (Billboard Hot 100)                     | 4              |
| Estados Unidos (Top R&B/Hip-Hop Songs)                 | 2              |
| Estados Unidos (Rhythmic Songs)                        | 6              |
| Estados Unidos (Pop Songs)                             | 3              |
| Estados Unidos (Adult Pop Songs)                       | 12             |
| Estados Unidos (Hot Dance Club Songs)                  | 12             |
| Estados Unidos (Adult Contemporary)                    | 20             |
| Finlândia (IFPI Finlândia)                             | 11             |
| França (Syndicat National de l'Édition Phonographique) | 1              |
| Hungria (Magyar Hanglemezkiadók Szövetsége)            | 6              |
| Irlanda (Irish Recorded Music Association)             | 9              |
| Israel (Media Forest)                                  | 2              |
| Itália (Federazione Industria Musicale Italiana)       | 13             |
| Japão (Japan Hot 100)                                  | 63             |
| Líbano (The Official Lebanese Top 20)                  | 8              |
| Luxemburgo (Luxembourg Digital Songs)                  | 4              |
| México (Mexico Airplay)                                | 2              |
| Noruega (VG-lista)                                     | 5              |
| Nova Zelândia (NZ Top 40 Singles)                      | 7              |
| Países Baixos (MegaCharts)                             | 4              |
| Polónia (Związek Producentów Audio Video)              | 3              |
| Portugal (Portugal Digital Songs)                      | 1              |
| Reino Unido (UK Singles Chart)                         | 9              |
| Chéquia (IFPI Česká Republika)                         | 5              |
| Rússia (Russian Music Charts)                          | 54             |
| Suécia (Sverigetopplistan)                             | 3              |
| Suíça (Schweizer Hitparade)                            | 7              |
| União Europeia (Euro Digital Songs)                    | 5              |
| Venezuela (Record Report)                              | 10             |

| Tabela musical (2017)                                  | Posição |
| ------------------------------------------------------ | ------- |
| Argentina (Monitor Latino)                             | 4       |
| Austrália (ARIA Charts)                                | 39      |
| Bélgica (Ultratop 50 de Flandres)                      | 12      |
| Bélgica (Ultratop 40 da Valônia)                       | 5       |
| Canadá (Canadian Hot 100)                              | 23      |
| Dinamarca (Tracklisten)                                | 20      |
| Estados Unidos (Billboard Hot 100)                     | 34      |
| Estados Unidos (Top R&B/Hip-Hop Songs)                 | 17      |
| Estados Unidos (Rhythmic Songs)                        | 34      |
| Estados Unidos (Pop Songs)                             | 17      |
| Estados Unidos (Adult Pop Songs)                       | 32      |
| Estados Unidos (Adult Contemporary)                    | 43      |
| França (Syndicat National de l'Édition Phonographique) | 12      |
| Hungria (Magyar Hanglemezkiadók Szövetsége)            | 25      |
| Israel (Media Forest)                                  | 3       |
| Itália (Federazione Industria Musicale Italiana)       | 56      |
| Nova Zelândia (NZ Top 40 Singles)                      | 37      |
| Países Baixos (MegaCharts)                             | 52      |
| Polônia (Związek Producentów Audio Video)              | 29      |
| Reino Unido (UK Singles Chart)                         | 66      |
| Suécia (Sverigetopplistan)                             | 53      |
| Suíça (Schweizer Hitparade)                            | 27      |

| País (Empresa)             | Certificação |
| -------------------------- | ------------ |
| Alemanha (BVMI)            | Ouro         |
| Austrália (ARIA)           | 3× Platina   |
| Bélgica (BEA)              | Platina      |
| Canadá (Music Canada)      | 5× Platina   |
| Dinamarca (IFPI Dinamarca) | 2× Platina   |
| Espanha (PROMUSICAE)       | Platina      |
| Estados Unidos (RIAA)      | 3× Platina   |
| França (SNEP)              | Diamante     |
| Itália (FIMI)              | 2× Platina   |
| México (AMPROFON)          | Ouro         |
| Noruega (IFPI Noruega)     | Platina      |
| Nova Zelândia (RMNZ)       | Platina      |
| Reino Unido (BPI)          | Platina      |
| Suécia (GLF)               | 3× Platina   |

## Histórico de lançamento
| País           | Data                   | Formato           | Gravadora    |
| -------------- | ---------------------- | ----------------- | ------------ |
| Mundo          | 18 de novembro de 2016 | Download digital  | XO, Republic |
| Reino Unido    | 24 de novembro de 2016 | Rádios mainstream | XO, Republic |
| Estados Unidos | 6 de dezembro de 2016  | Rádios rhythmic   | XO, Republic |
| Itália         | 9 de dezembro de 2016  | Rádios mainstream | Universal    |
| Estados Unidos | 3 de janeiro de 2017   | Rádios mainstream | XO, Republic |